# Santo Domingo Church
De Santo Domingo Church is de grootste katholieke kerk van Metro Manilla in de Filipijnen. De kerk werd gebouwd door de Dominicanen naar een ontwerp van architect en nationaal kunstenaar van de Filipijnen Jose Maria Zaragoza. Santo Domingo Church werd in 2012 door de nationale overheid uitgeroepen tot National Cultural Treasure.

De geschiedenis van de kerk voert terug tot 1587 toen de Dominicanen op een andere locatie hun eerste kerk bouwden. Nadat deze eerste kerk in 1589 gedeeltelijk werd verwoest door een aardbeving, besloten de Dominicanen een nieuwe kerk te bouwen, met beter materiaal. Deze kerk werd op 9 april 1592 geïnaugureerd. Bij de aardbeving in Manilla van 1863 werd een groot deel van Manilla, waaronder de vierde variant van de kerk, met de grond gelijk gemaakt. In 1941 was de kerk werd de kerk geraakt door Japanse bommen. Na de Tweede Wereldoorlog was de kerk totaal vernield en moest voor de zesde maal opnieuw opgebouwd worden. De Dominicanen gaven Jose Maria Zaragoza de opdracht om deze zesde variant van de kerk te ontwerpen. Zaragoza, die in 2014 werd uitgeroepen tot nationaal kunstenaar van de Filipijnen, was toen nog student architectuur aan de University of Santo Tomas.